# マルタの鷹 (加藤和彦のアルバム)
『マルタの鷹』(MALTESE FALCON)は、1987年12月5日に発売された加藤和彦の10枚目のソロ・アルバム。安井かずみとの共作による作品で、9年ぶりに東芝EMIへ復帰してのリリースとなった。

## 解説

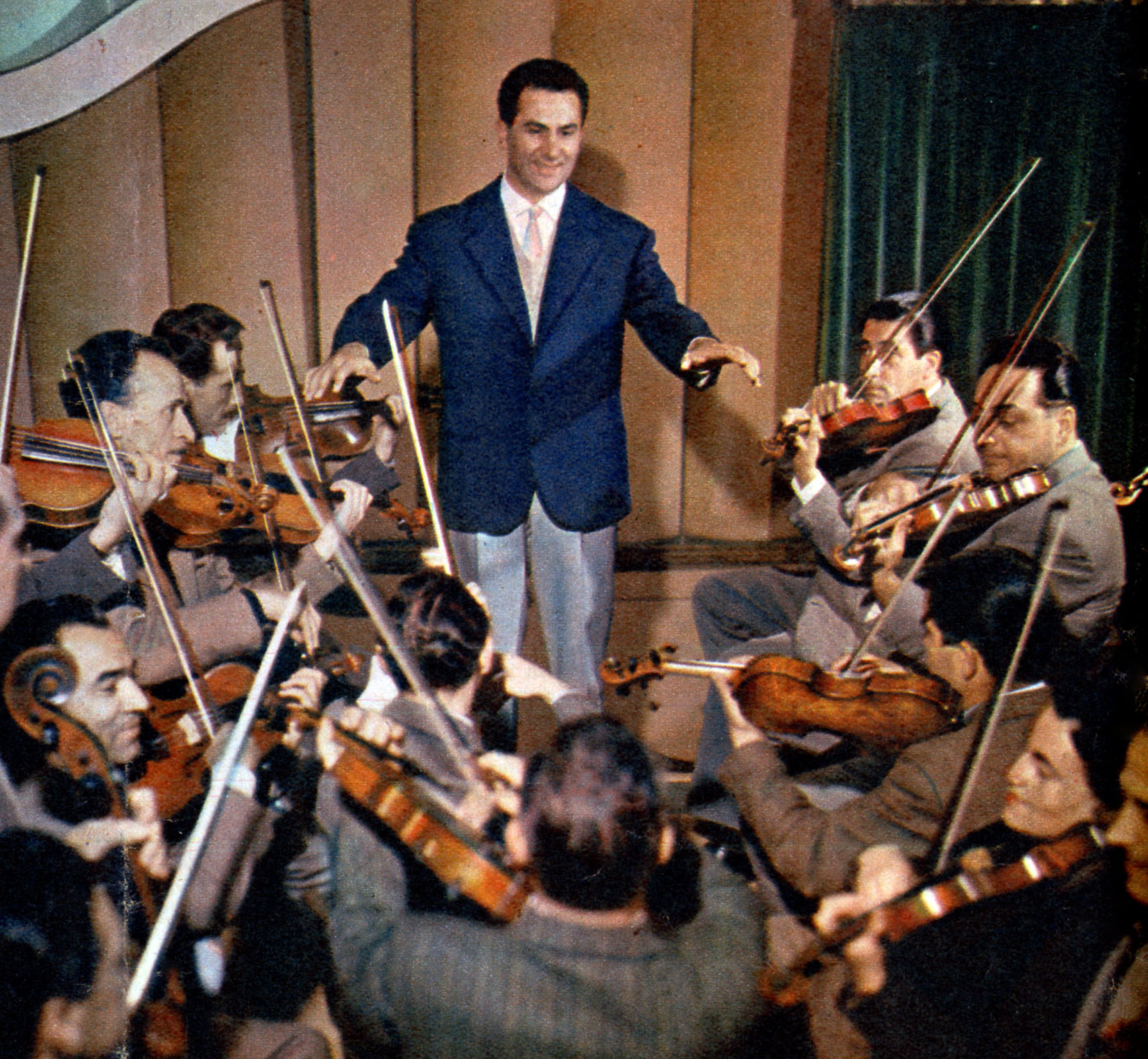
オーケストラを指揮するカルロ・サヴィーナ
（イタリアにて、1956年撮影）

『マルタの鷹』は、加藤和彦がジャズに取り組み、ハードボイルドをテーマに制作したコンセプト・アルバムである。アルバム・タイトルはダシール・ハメットの同名小説から採られた。本作での加藤はヴォーカルのほか、いくつかの楽曲でピアノも弾いており、セッションには僚友の小原礼、高橋幸宏、清水靖晃などに加え、イタリアの作編曲家であるカルロ・サヴィーナを招き、オーケストラの編曲と指揮を委ねた。レコーディングは東京とパリで行われ、ミックス・ダウンはパリで行なわれた。なお、レコーディングに使用されたマイクロフォンとイコライザーはヴィンテージの機器が用いられている。後年加藤は『マルタの鷹』を失敗作と見なしており、「ハードボイルドの感じを出そうとしたんだけれども、ジャズと結びつけたのは無理があった」と語っている。

## アートワーク
アルバム・カバーと歌詞カードの絵画は金子國義、アーティスト写真は小野寺俊晴によるものである。

## 収録曲
全曲作詞：安井かずみ、作曲：加藤和彦、編曲：カルロ・サビーナ・清水靖晃・加藤和彦
アナログ・レコードでは#1から#5までがA面に、#6から#10までがB面に収録されている。
楽曲の収録時間はアナログ・レコードに基づく。
1. ARTICHOKE & FRESCOBALDI - (3:22)
2. COZY CORNER - (3:05)
3. FANCY GIRL - (3:36)
4. CHINA TOWN - (3:32)
5. DECEMBER SONG - (4:52)
6. JOKER - (4:21)
7. BACCARAT ROOM - (3:58)
8. TURTLE CLUB - (4:22)
9. JUST A SYMPATHY - (2:25)
10. MIDNIGHT BLUE - (4:24)
清水靖晃の多重録音によるインストゥルメンタル。

## クレジット
- Produced by Kazuhiko Kato
- Music by Kazuhiko Kato
- Lyrics by Kazumi Yasui
- Arranged by
  - Kazuhiko Kato (#2, #4, #5, #8, #9)
  - Yasuaki Shimizu & The Saxophonettes (#3, #7, #10)
  - Carlo Savina (#1, #6)
- Cover Painting & Designd by Kuniyoshi Kaneko
- Engineered by Masayoshi Okawa
- Recorded at
  - Kazuhiko Kato Studio (Roppongi)
  - Toshiba-Emi Studios (Tokyo)
  - Studio De La Grande Armee (Paris)
- Mixed at
  - Studio Des Dames (Paris)
- Assistant Engineers (Paris) - Christophe Marais & Claude Pons
- Co Producer - Seizo Shimokobe
  - Studio De La Grande Armee (Paris)
- Co Engineers - Seiji Okumura, Hideyuki Kouno & Mick Lanaro
- Assistant Engineer & Fairlight Operation - Takeshi Tanaka
- Executive Producers - Keiichi Ishizaka & Ichiro Asatsuma
- Published by Fuji Pacific Music Publishers
- Secretary - Yoko Ryu (Kazuhiko Kato Office)
- Recording Coordinators - Akira Ikuta, Lambert Boudier, Catherine Villiers & Norika Sora
- Vintage Microphones & Equalizers by Courtesy of Time Road
- Grazzie - Maestro Carlo Savina & Mirna Savina
- Special Thanks to Following People - Keiko Kawashima, Yumi Tanno, Fumitaka Norita, Henry Dienn, Sam Ohta, Yamaha Shibuya, Office Intenzo Kayako Kijima, Chizuko Yanagawa, Shinji Kanoo, Tomotaka Takehara, Evelyne Hebey & Yoshio Takatsudo

### ミュージシャン
- Kazuhiko Kato - Vocal, Acoustic Piano, Cornet, Fairlight C.M.I (omit on #10)
- Yasuaki Shimizu - Saxophone, Clarinet, Acoustic Piano, Fairlight C.M.I (#3, #4, #7, #8, #10)
- Kenji Omura - Electric Guitar (#4, #5)
- Ray Ohara - Erectric Bass (#4, #5, #8)
- Yukihiro Takahashi - Drums (#5, #8)
- Carlo Savina Orchestra (#1, #6)
- Yasuaki Shimizu by the Courtesy of Victor Invitation
- Yukihiro Takahashi by the Courtesy of Tents Record

## 発売履歴
| 形態 | 発売日         | レーベル         | 品番      | アートワーク | 解説     | リマスタリング | 初出/再発 | 備考               |
| ---- | -------------- | ---------------- | --------- | ------------ | -------- | -------------- | --------- | ------------------ |
| LP   | 1987年12月05日 | EASTWORLD        | RT28-5059 | 金子國義     | なし     | なし           | 初出      | A式ジャケット      |
| CT   | 1987年12月05日 | EASTWORLD        | ZT28-5059 | 金子國義     | なし     | なし           | 初出      | ドルビーHX PRO仕様 |
| CD   | 1987年12月05日 | EASTWORLD        | CT32-5059 | 金子國義     | なし     | なし           | 初出      |                    |
| CD   | 2009年02月06日 | SUPER FUJI DISCS | FJSP-44   | 金子國義     | 加藤和彦 | オノ・セイゲン | 再発      | 紙ジャケット       |